# Изосимов, Александр Вадимович
Алекса́ндр Вади́мович Изо́симов (род. 10 января 1964, Якутск) — российский управленец, предприниматель, в 2009—2011 гг. генеральный директор компании VimpelCom, контролирующей крупные телекоммуникационные активы в странах СНГ (в том числе российскую компанию «Вымпел-Коммуникации» и украинский «Киевстар»). С октября 2020 по январь 2022 года занимал пост CEO группы «М.Видео-Эльдорадо».
В 2003—2009 годах генеральный директор компании «Вымпел Коммуникации» (торговая марка — «Билайн»). В 2001—2003 годах был президентом компании «Mars Inc.» по странам СНГ, Центральной Европы и Скандинавии.

## Биография
Родился в Якутске. Родители Александра — учёные-геологи.
В 1981 году окончил физико-математическую школу. После окончания школы приезжает в Москву, где поступает на экономический факультет Московского авиационного института (МАИ). После окончания института в 1987 году остался в аспирантуре, которую окончил в 1991 году. Диссертацию защищать не стал.
В 1991—1995 годах Александр работал младшим консультантом, затем консультантом в международной компании «McKinsey & Company», занимающейся стратегическим консалтингом в области маркетинга, продаж и оптимизации затрат. Работал в Москве и Лондоне.
В 1995 году получил степень магистра делового администрирования (MBA) в бизнес-школе «Insead» (Франция).
В 1996 году Изосимов был назначен менеджером по бизнес-планированию московского офиса компании «Mars Inc.», спустя девять месяцев работы получает пост финансового директора, затем — директора по продажам, а в 1999 году становится генеральным менеджером «Mars. Inc» по России и странам СНГ. В 2001 году Александр входит в состав правления корпорации «Mars Inc», занимая должность регионального президента по странам СНГ, Центральной Европы и Скандинавии, и переезжает в Стокгольм.
С 1 октября 2003 года по 2 апреля 2009 года Изосимов — генеральный директор ОАО «ВымпелКом» (торговая марка — «Билайн»). Изосимов занял первое место по итогам рейтинга наиболее профессиональных менеджеров России, опубликованного газетой «Коммерсант» 24 сентября 2004 года.
В феврале 2005 года Александр вошёл в состав Совета всемирной Ассоциации GSM (GSM Association, GSMA) (недоступная ссылка) C 31 марта 2009 года избран Председателем Совета Фонда «Династия», сменив на этом посту Дмитрия Зимина. 2 апреля 2009 покинул пост гендиректора «ВымпелКом». С ноября 2009 по май 2011 гг. занимал пост генерального директора компании Vimpelcom Ltd.
Завершив в 2011 году слияние VimpelCom Ltd. с телекоммуникационной империей египетского миллиардера Нагиба Савириса Wind Telecom, Александр Изосимов в мае 2011 года подал в отставку.
На пост гендиректора будет назначен Джо Лундер, бывший гендиректор «Вымпелкома», ныне глава наблюдательного совета VimpelCom Ltd..
В феврале 2012 года избран независимым членом совета директоров металлургической компании Evraz.
В сентябре 2020 объявлен новым CEO группы «М.Видео-Эльдорадо», а в январе 2022 года покинул эту должность.
Жена Александра Изосимова — из Швеции. Растит трёх сыновей: Давид, Николас и Максим.
Сестра Наталья Изосимова (1970), с августа 2007 по декабрь 2013 возглавляла фонд «Эффективное управление» Рината Ахметова.